# Rādār Khūmeh
Rādār Khūmeh är en ort i Iran.   Den ligger i provinsen Gilan, i den norra delen av landet, 200 km nordväst om huvudstaden Teheran. Antalet invånare är 306.
Terrängen runt Rādār Khūmeh är mycket platt. Runt Rādār Khūmeh är det ganska tätbefolkat, med 134 invånare per kvadratkilometer. Närmaste större samhälle är Langarud, 9,3 km sydväst om Rādār Khūmeh. Trakten runt Rādār Khūmeh består till största delen av jordbruksmark.